# Fred Gray (avvocato)
Fred David Gray (Montgomery, 14 dicembre 1930) è un attivista e avvocato statunitense.
Ha discusso diversi importanti casi di diritti civili in Alabama, tra cui alcuni che hanno coinvolto la Corte suprema degli Stati Uniti. Nel 1985 è stato presidente del National Bar Association e nel 2001 è stato eletto primo presidente afroamericano dell'Alabama State Bar.

## Biografia
Nato a Montgomery, Gray ha frequentato la Loveless School, dove insegnava sua zia, fino al settimo anno. Ha frequentato poi il Nashville Christian Institute (NCI), un istituto gestito dalla Chiesa di Cristo, dove ha assistito il presidente del NCI e ha notato il predicatore Marshall Keeble in visita ad altre chiese della confessione prevalentemente bianche. Dopo il diploma, Gray si è immatricolato presso l'Alabama State College for Negroes e ha conseguito la laurea nel 1951. Incoraggiato da un insegnante a inoltrare domanda alla scuola di giurisprudenza nonostante i suoi piani precedenti prevedessero di diventare uno storico e un predicatore, Gray si trasferì a Cleveland e ottenne la laurea in giurisprudenza presso la Case Western Reserve University School of Law nel 1954. All'epoca non esisteva in Alabama una scuola di legge che accettasse gli afroamericani.
Dopo aver superato l'esame da avvocato, Gray tornò nella sua città natale e istituì uno studio legale. Cominciò anche a predicare alla Holt Street Church of Christ, dove i suoi genitori erano da tempo membri devoti.

### Carriera come predicatore
Nel 1957 Gray realizzò il sogno di sua madre diventando un predicatore delle Chiese di Cristo. Nel 1974 ha contribuito a unire le Chiese di Cristo bianche e nere di Tuskegee, dove si era trasferito. Gray è stato anche membro del consiglio di amministrazione del Southwestern Christian College, un'università storicamente afroamericana vicino a Dallas affiliata alle Chiese di Cristo. Nel 2012 l'Università Lipscomb a Nashville, affiliata alle Chiese di Cristo, ha conferito il titolo di Doctor of Humane Letters a Gray, che una volta mise in discussione le pratiche di segregazione della Lipscomb.

### Movimento dei diritti civili
Durante il movimento per i diritti civili, Gray è giunto alla ribalta lavorando con Martin Luther King e Edgar Nixon, tra gli altri. In alcuni dei suoi primi casi come giovane avvocato (e praticante) dell'Alabama, Gray difese Claudette Colvin e successivamente Rosa Parks, accusate di disturbo della quiete pubblica per essersi rifiutate di sedersi nella parte posteriore degli autobus segregati. Gray ha rappresentato la Montgomery Improvement Association durante il boicottaggio dei bus a Montgomery del 1955, che ha spinto la Corte Suprema degli Stati Uniti a condannare le pratiche di segregazione sugli autobus grazie al caso di Claudette Colvin, studiato e depositato da Gray, Browder contro Gayle.
Dopo che il procuratore generale dell'Alabama John Malcolm Patterson proibì al NAACP di operare in Alabama nel 1956, Gray fornì assistenza legale per otto anni fino a quando l'organizzazione non fu autorizzata ad operare nello stato. Ha anche difeso con successo Martin Luther King dalle accuse di evasione fiscale nel 1960, ottenendo l'assoluzione da una giuria tutta bianca.
Tra le altre importanti cause in materia di diritti civili intentate e discusse da Gray, si segnalano Dixon contro Alabama (1961, che stabiliva giusti processi per gli studenti delle università pubbliche), Gomillion contro Lightfoot (1962, che ha rovesciato la riorganizzazione di Tuskegee che escludeva la maggior parte dei residenti neri; ciò ha contribuito a gettare le basi per "un uomo, un voto") e Williams contro Wallace (1963, che proteggeva i manifestanti delle marce da Selma a Montgomery). In un altro caso, Gray è riuscito a far operare il NAACP in Alabama dopo che il gruppo fu proibito nello stato.
L'Alabama ha resistito all'integrazione delle scuole pubbliche in seguito alla decisione della Corte Suprema degli Stati Uniti in Brown contro Board of Education (1954) che ha stabilito che la segregazione delle scuole pubbliche era incostituzionale. Gray ha rappresentato con successo Vivian Malone Jones e James Hood, ai quali era stata negata l'ammissione all'Università dell'Alabama, che entrarono nell'università nonostante lo Stand in the Schoolhouse Door del governatore George Wallace. Nel 1963 Gray ha citato in giudizio con successo l'Università Statale di Florence (ora Università del Nord Alabama) per conto di Wendell Wilkie Gunn, al quale era stata negata l'ammissione in base alla sua razza. Gray ha anche contribuito a desegregare l'Università di Auburn. Nel 1963 Gray ha depositato il caso Lee contro Macon County Board of Education che nel 1967 ha indotto una collegio di tre giudici dei distrettuali statunitensi ad ordinare a tutte le scuole pubbliche dell'Alabama non già soggette a ordinanze di desegregarsi. Le cause intentate da Gray hanno contribuito a desegregare più di 100 sistemi scolastici locali, così come tutti i collegi pubblici e le università nel suo stato di origine.
Nel 1970 Gray, insieme a Thomas J. Reed, divenne il primo afroamericano eletto come legislatore in Alabama dopo l'era della ricostruzione. Il distretto di Gray comprendeva la contea di Tuskegee e parte delle contee di Barbour, Bullock e Macon.
L'autobiografia di Gray, Bus Ride to Justice, è stata pubblicata nel 1994, e una versione aggiornata nel 2012.

### Causa per l'esperimento Tuskegee
Gray ha rappresentato anche i querelanti nella class action sul controverso studio sulla sifilide di Tuskegee (1932-1972). Durante la Grande depressione, lo studio è stato modificato per esaminare la sifilide non trattata in soggetti rurali afroamericani maschi, che pensavano di ricevere cure sanitarie gratuite e benefici funebri. Gray ha presentato il caso, Pollard contro U.S. Public Health Service, nel 1972, dopo che un whistleblower ha segnalato gli abusi al Washington Star e al New York Times, che ha indagato ulteriormente e ha pubblicato articoli sulla vicenda. Nel 1975, Gray raggiunse un accordo per 10 milioni di dollari e cure mediche per quei 72 soggetti ancora in vita, superstiti dei 399 della coorte di studio epidemiologico iniziale.. Inoltre, furono indennizzati 40 coniugi e 19 figli congenitamente infetti.
Come risultato della causa e dell'accordo, fu redatto il Rapporto Belmont nel 1979 e il Congresso approvo delle leggi federali. Queste misure sono state attuate istituendo i Comitati indipendenti di etica per la protezione dei soggetti nella ricerca umana e la Commissione nazionale per la protezione dei soggetti umani nella ricerca biomedica e comportamentale all'interno del Dipartimento di Salute, Educazione e Welfare; ora Ufficio per la protezione della ricerca umana (OHRP) presso il Dipartimento della Salute e dei Servizi Umani.
Nel 1997 Gray fondò (e successivamente divenne presidente e membro del consiglio direttivo) il Centro Storico Tuskegee. Questa società senza scopo di lucro gestisce un museo e offre risorse didattiche riguardanti lo studio sulla sifilide di Tuskegee, nonché contributi di vari gruppi etnici nel campo dei diritti umani e civili.

### Nomina a giudice
Il 10 gennaio 1980 il presidente Carter nominò Gray giudice del tribunale distrettuale degli Stati Uniti per il Distretto Medio dell'Alabama, per occupare il posto vacante creato dal giudice Frank Minis Johnson che fu promosso a quella che allora era la Corte d'Appello degli Stati Uniti per il Quinto Circuito. In seguito Gray chiese che la sua candidatura fosse ritirata, come poi accadde il 17 settembre 1980; il presidente Carter nominò allora Myron Herbert Thompson a tale seggio.

### Vita privata
Gray ha sposato Bernice Hill nel 1955, e ha avuto quattro figli. È anche membro di Omega Psi Phi e Sigma Pi Phi.

## Premi
Nel 1980 la Southern Christian Leadership Conference ha assegnato a Gray il Drum Major Award. Nel 1996, l'American Bar Association gli ha assegnato lo Spirit of Excellence Award (avendogli assegnato l'Equal Justice Award nel 1977). La National Bar Association gli ha assegnato il C. Frances Stradford Award. Nel 2002, Gray è diventato il primo presidente afroamericano dell'Alabama Bar Association. Nel 2006 il NAACP ha riconosciuto i successi di Gray con il William Robert Ming Advocacy Award, citando lo spirito di sacrificio finanziario e personale mostrato nel suo lavoro legale.

## Nella cultura di massa
Gray è interpretato da Cuba Gooding Jr. nel film Selma del 2014, che rappresenta le marce da Selma a Montgomery, e il dibattito di Gray col giudice Frank Johnson sul fatto che la marcia dovrebbe poter proseguire.